# (485) Genua
(485) Genua es un asteroide perteneciente al cinturón de asteroides descubierto el 7 de mayo de 1902 por Luigi Carnera desde el observatorio de Heidelberg-Königstuhl, Alemania.
Está nombrado por el antiguo nombre de Génova, una ciudad del norte de Italia.